# Super Street Fighter II Turbo
Super Street Fighter II Turbo es una extensión de la saga de videojuegos para arcade Street Fighter II, lanzado en 1994, es una actualización del Super Street Fighter II.

## Información general
En Japón es conocida como Super Street Fighter II X - Grand Master Challenge, (Reto de los Grandes Maestros), presenta una realzada velocidad y dificultad, además marca la primera aparición del personaje secreto Akuma (llamado Gouki en Japón).
Fue además el primer juego de la saga en tener los movimientos "super combo". El juego fue convertido al 3DO el mismo año, con una exclusiva banda sonora remezclada, la cual fue añadida a las otras compilaciones de la franquicia Street Fighter incluyendo la versión de consola del Hyper Street Fighter II. Fue más tarde convertida al PC, Sega Dreamcast como parte del Capcom's Matching Service la cual permitió combates en línea, PlayStation y Sega Saturn como parte de la Street Fighter Collection, y PlayStation 2 y Xbox como parte de la Capcom Classics Collection Vol. 2. Otra versión del SSF2, llamada Super Street Fighter II X Revival (Super Street Fighter II Turbo Revival en América) fue lanzada para el Game Boy Advance en el 2001. A lo largo de 2008 y 2009, se lanzó una nueva versión llamada Super Street Fighter II: Turbo HD Remix disponible para descargar en XBox Live de XBox 360 y la tienda Store de PlayStation 3.

## Personajes

### Introducidos en elStreet Fighter I
- Ken Masters
- Ryu
- Sagat

### Introducidos en elStreet Fighter II: The World Warrior
- Blanka
- Edmond Honda
- Chun-Li
- Zangief
- Guile
- Dhalsim

Super Street Fighter II Turbo introdujo el concepto de capturar un código para jugar como el viejo personaje "Super" si al jugador no le gustaba el personaje "Turbo". El jugador podía jugar con el personaje tal y como en Super Street Fighter II, con pequeñas diferencias. Por ejemplo, el viejo Sagat puede cancelar su patada corta en un nuevo movimiento especial, cosa que en Super Street Fighter II no podía.
Este método tiene sus ventajas y desventajas. Los viejos personajes no pueden hacer los movimientos Super Combo así como tampoco pueden reducir el daño de los agarres. Por otro lado, algunos aspectos son considerados bienvenidos, como que al comienzo del Shoryuken, el viejo Ken y el viejo Ryu son completamente invencibles y no pueden ser golpeados (tanto Ken y Ryu de Super Street Fighter II Turbo pueden ser golpeados mientras realizan ese ataque en cualquier punto).

### Introducidos en elStreet Fighter II: Champion Edition
- Balrog
- Vega
- M. Bison

Nota: Cabe citar que no se menciona nada en el Street Fighter II': Hyper Fighting, debido a que no hay ningún nuevo personaje si no más nuevos movimientos.

### Introducidos en elSuper Street Fighter II: The New Challengers
- Cammy White
- Dee Jay
- Feilong
- T. Hawk

## Introducción de Akuma
- Akuma/Gouki (Jefe Alterno que posee las mismas habilidades de Ken y Ryu y es mucho más difícil que M. Bison).

Super Street Fighter II Turbo además vio la introducción del primer personaje secreto de la serie, Akuma. Para que esto ocurra el jugador debe derrotar a todos los oponentes preliminares, así como a Balrog, Vega y Sagat sin usar ningún continue o desde que empieza la partida, no perder ni un solo asalto hasta llegar a M. Bison. Así, una vez que el jugador llegue a M. Bison, al comienzo del round Akuma se transportará frente a Bison y se deshará de él usando el Shun Goku Satsu. No hay nombre en la barra de vida de Akuma, el retrato es completamente negro y se oirá diferente música. Sin embargo como también es un personaje jugable existe un código para desbloquearlo y así poder jugar con él.

## Código para Jugar con Akuma
En la pantalla de selección de jugadores, al empezar se debe estar:
- 3 segundos sobre Ryu
- 3 segundos sobre T. Hawk
- 3 segundos sobre Guile
- 3 segundos sobre Cammy
- 3 segundos sobre Ryu y pulsar Start y los 3 botones de puño.

Realizando estos pasos cambiará la imagen de Ryu a la de Akuma como sombra. Hay que tener en cuenta que Akuma no posee Barra de Súper, pero corre con ciertas ventajas como son poder desplazarse por la pantalla de un lado a otro con su técnica Ashura Zenku, atacar con su Zankuu-Hadouken (un hadouken lanzado desde el aire en forma diagonal) y al quedar en estado mareado se recuperará de inmediato. El Akuma con quien nos enfrentamos en la fase final es una versión un tanto diferente a la que se puede escoger: Éste lanzará 2 Zankuu-Hadouken en vez de uno, aparte de poseer una fuerza descomunal, más que cualquier otro personaje de este juego. Este Akuma tan poderoso es conocido en otros juegos como Shin Akuma.